# Penny McCoy
Penny McCoy (ur. 9 października 1949) – amerykańska narciarka alpejska, brązowa medalistka mistrzostw świata.

## Kariera
W zawodach Pucharu Świata zadebiutowała 7 stycznia 1967 roku w Oberstaufen, gdzie nie ukończyła pierwszego przejazdu w slalomie. Pierwsze pucharowe punkty wywalczyła 10 stycznia 1967 roku w Grindelwaldzie, zajmując piątą pozycję w tej samej konkurencji. Nigdy nie stanęła na podium zawodów tego cyklu. W klasyfikacji generalnej sezonu 1966/1967 zajęła 13. miejsce. 
Wystartowała na mistrzostwach świata w Portillo w 1966 roku, gdzie wywalczyła brązowy medal w slalomie. W zawodach tych wyprzedziły ją jedynie dwie Francuzki: Annie Famose i Marielle Goitschel. Był to jej jedyny medal wywalczony na międzynarodowej imprezie tej rangi. Na tej samej imprezie została zgłoszona do startu w gigancie, ale ostatecznie nie wystąpiła. Nigdy też nie wystąpiła na igrzyskach olimpijskich.

## Osiągnięcia

### Mistrzostwa świata
| Miejsce | Dzień       | Rok  | Miejscowość | Konkurencja | Czas biegu | Strata | Zwyciężczyni       |
| ------- | ----------- | ---- | ----------- | ----------- | ---------- | ------ | ------------------ |
| 3.      | 5 sierpnia  | 1966 | Portillo    | Slalom      | 1:30,48    | +1,88  | Annie Famose       |
| DNS     | 11 sierpnia | 1966 | Portillo    | Gigant      | 1:22,64    | -      | Marielle Goitschel |

### Puchar Świata

#### Miejsca w klasyfikacji generalnej
- 1966/1967: 13.
- 1967/1968: 48.

#### Miejsca na podium
McCoy nigdy nie stanęła na podium zawodów PŚ.